# Raión de Ertil
El raión de Ertil (ruso: Эрти́льский райо́н) es un distrito administrativo y municipal (raión) ruso perteneciente a la óblast de Vorónezh. Se ubica en el norte de la óblast. Su capital es Ertil.
En 2021, el raión tenía una población de 20 865 habitantes.
El raión limita al noroeste con la óblast de Lípetsk y al norte y noreste con la óblast de Tambov.

## Subdivisiones
Comprende 63 localidades, agrupadas en catorce ayuntamientos, que son la ciudad de Ertil (la capital) y los siguientes trece asentamientos rurales:
- Aleksándrovka (con capital en Kopyl)
- Bitiug-Matriónovka
- Bolshaya Dóbrinka
- Borshchóvskiye Peski
- Buravtsovka
- Morózovka (con capital en Máryevka)
- Pervomaiski
- Pervo-Ertil
- Róstoshi
- Bolshói Samovets
- Shchuchye
- Shchúchinskiye Peskí
- Yacheika